# Lijst van nationale parken in Senegal
Hieronder volgt een lijst van nationale parken in Senegal. Drie nationale parken (Nationaal park Djoudj, Nationaal park Delta du Saloum en Nationaal park Niokolo Koba) staan op de Unesco-Werelderfgoedlijst.
| Nationaal park                      | Stichtingsjaar | Oppervlakte (km2) | Foto |
| ----------------------------------- | -------------- | ----------------- | ---- |
| Nationaal park Basse-Casamance      | 1970           | 50                |      |
| Nationaal park Îles de la Madeleine |                |                   |      |
| Nationaal park Langue de Barbarie   | 1976           | 20                |      |
| Nationaal park Djoudj               | 1971           | 160               |      |
| Nationaal park Niokolo Koba         | 1954           | 9000              |      |
| Nationaal park Delta du Saloum      | 1976           | 760               |      |